# Xã Petty, Quận Lawrence, Illinois
Xã Petty (tiếng Anh: Petty Township) là một xã thuộc quận Lawrence, tiểu bang Illinois, Hoa Kỳ. Năm 2010, dân số của xã này là 729 người.